# 安德烈·皮耶尔·德·芒迪亚尔格
安德烈·皮耶尔·德·芒迪亚尔格（1909年3月14日– 1991年12月13日）是一位法国作家。他曾憑藉自己的小說获得龚古尔文学奖，而且該小說于1976年被改编成电影。他还为安娜·德克洛的O的故事写了序言。